# Аксаков, Михаил Георгиевич (лётчик)
Михаи́л Гео́ргиевич Акса́ков (28 июля 1903, Калуга — 10 февраля 1938, расстрельный полигон «Коммунарка») — один из первых военных лётчиков Красной армии.

## Биография
По национальности русский. Происходил из древнего дворянского рода Аксаковых. Отец, Георгий Николаевич Аксаков (1873—1914) — из калужско-московской ветви рода: 2 июня 1881 года он вместе с братьями Василием и Павлом был внесён во II часть дворянской родословной книги Московской губернии; вскоре после рождения сына Г. Н. Аксаков был утверждён в должности судебного пристава Калужского окружного суда по Медынскому уезду. Мать, Мария Михайловна Лебедева (1880—1966) — дочь нотариуса г. Белёв, вместе с сыном Михаилом также была внесена во II часть дворянской родословной книги Московской губернии 25 октября 1914 года.
Окончил 4 класса гимназии в Белёве он был вынужден начать трудовую деятельность: до 1921 года работал деревообделочником на заводе в Калуге. В 1921 году поступил в школу мотористов в Егорьевске и стал членом Российского коммунистического союза молодежи, где состоял до 1927 года, пока не выбыл по возрасту. Затем окончил Ленинградскую теоретическую школу Военно-воздушных сил и в 1926 году — Борисоглебское военное авиационное училище.
По окончании училища Михаил Аксаков был направлен в Северо-Кавказский военный округ — в Ростов-на-Дону. За короткий срок в совершенстве освоил различные типы самолетов и через два года был уже командиром 9-го отдельного отряда 26-й истребительной авиационной эскадрильи. Осенью 1929 года в составе эскадрильи под руководством И. Я. Лейцингера Аксаков на самолёте Р-1 был направлен для оказания поддержки в разрешении военного конфликта на КВЖД; 31 октября 1930 года был награждён орденом Красного Знамени.
В апреле 1930 года Михаил Георгиевич Аксаков был назначен командиром отряда отдельной авиационной эскадрильи в Смоленске, 31 октября 1933 года переведён в Бобруйск — командиром 33-й истребительной авиационной эскадрильи, а 31 мая 1935 года занял должность командира 117-й истребительной авиационной эскадрильи, входившей в состав 92-й истребительной авиационной бригады, которой через год стал командовать его друг П. М. Монархо. Бригада входила в систему противовоздушной обороны Москвы и базировалась в Люберцах. Вскоре, 15 февраля 1936 года, Михаил Аксаков получил звание майор.
В 1937 году среди военных начались массовые аресты; сотрудникам НКВД была поставлена задача «развернуть картину большого и глубокого заговора в Красной Армии». Был арестован начальник Противовоздушной обороны РККА М. Е. Медведев, а двумя неделями ранее, 22 апреля 1937 года, — М. Г. Аксаков. Ему было предъявлено обвинение в том, что он является участником контрреволюционной вредительской троцкистской организации в системе противовоздушной обороны Москвы. По утверждению следствия, организация ставила задачей «подрыв обороноспособности пролетарской столицы», и по её заданию Аксаков вёл «систематическую подрывную работу, направленную к выведению из строя 117-й авиаэскадрильи путём систематического срыва учебных заданий по боеподготовке». Ещё до суда наказание в виде расстрела Аксакова было предрешено: в «Списке лиц, подлежащих суду Военной коллегии Верховного суда Союза ССР» от 3 января 1938 года Михаил Георгиевич Аксаков значился по 1-й категории, что означало неизбежный расстрел. Этот список, состоявший из 75 человек, был подписан И. В. Сталиным, К. Е. Ворошиловым, В. М. Молотовым и Л. М. Кагановичем. Суд над М. Г. Аксаковым состоялся 9 февраля 1938 года; подсудимый виновным себя не признал, данные на предварительном следствии показания отверг. Тем не менее, Военная коллегия Верховного суда СССР, приговорила Михаила Георгиевича Аксакова к высшей мере наказания — расстрелу. Приговор был приведён в исполнение 10 февраля 1938 года. В 1956 году М. Г. Аксаков был реабилитирован.
Жена (с 1927) — Юлия Гавриловна Покровская, младшая дочь известного в Кисловодске священнослужителя. Вместе с годовалым сыном, родившемся в 1928 году, она отправилась вслед за мужем на Дальний Восток.